# 民主复兴最高委员会
民主复兴最高委员会（法語：Conseil suprême pour la Restauration de la Démocratie，简称CSRD，简称SCRD）由萨洛·吉博领导，尼日尔2010年2月軍事政变成立军政府至2011年4月結束，为了恢复尼日尔民主选举的一个组织。该委员会已表示，他们的目标是将尼日尔改善成一个“民主和善政”的国家。
在政变2天后，有数千人上街游行，支持政变上台的军人政府领袖。前国会议员桑特表示，他们会庆祝军方推翻坦贾的独裁统治。

## 成员
- 上校萨洛·吉博：主席
- 上校吉布里拉·希马·哈米杜，曾是1999年政变的发言人，也是尼日尔足球协会负责人。
- 上校古开·阿卜杜勒·卡利玛，军政府发言人。
- 上校阿达穆·哈鲁纳，1999年政变领导人达乌达·马拉姆·万科少校的侍从副官。

## 军事政变
该委员会以已宣布中止尼日尔的宪法和解散所有的国家机构，尼日尔前总统坦贾·马马杜被拘留软禁，2011年1月轉移到監獄，尼亞美上訴法院撤消坦贾·马马杜的所有法律指控，於2011年5月10日獲釋。